# Partire partirò
Partire partirò è una canzone il cui testo fu adattato ad una melodia arcaica, esso fu scritto nei primi anni dell'Ottocento. L'autore del testo è Anton Francesco Menchi, mentre il modulo musicale, è lo stesso impiegato, più o meno in quel medesimo periodo, per l'altrettanto conosciuta Maremma amara.

## Storia
I versi parlano di quando l'Italia era sotto il dominio di Napoleone Bonaparte che, per sostenere le sue continue campagne di guerra, aveva imposto la coscrizione obbligatoria. 
Il testo parla di un giovane che, in prima persona, si lamenta di essere costretto ad andare alla guerra perché "sono coscritto e mi convien marciare", lasciando così la sua amata "Gigina cara, Gigina bella".
La canzone fu molto in voga durante il  Risorgimento. 

## Alcune interpretazioni
- Caterina Bueno, in Le canzoni di Bella ciao col Nuovo Canzoniere Italiano, I dischi del sole, 1964.
- Riccardo Marasco, in Chi cerca trova. Vita e canti di Toscana, 1977[1].
- I Gufi, in  I Gufi cantano due secoli di Resistenza, Columbia, QPX 8093.
- Ginevra Di Marco in Canzoniere illustrato di Daniele Sepe, 2012.